# Joseph-Marie Chauveau
Pour les articles homonymes, voir Chauveau.
Joseph-Marie Chauveau, né le 24 février 1816 à Luçon et mort le 7 novembre 1887 à Kangding (Chine), est un missionnaire catholique français. 
Il est vicaire apostolique du Yunnan du 27 mars 1846 au 9 septembre 1864 puis du Tibet de 1864 à sa mort.

## Biographie
Ordonné le 22 septembre 1839 à Luçon, évêque de Sébastopolis, il est envoyé en mission le 6 février 1844 et devient vicaire apostolique du Yunnan le 27 mars 1846. Il le reste jusqu'au 9 septembre 1864, date de sa nomination comme vicaire apostolique du Tibet à Lhassa,.